# Julián Prieto
Julián Prieto (Santo Domingo de la Calzada, La Rioja, 1765 - Pamplona, 24 de febrer de 1844) fou un organista, cantant i compositor espanyol.
Entrà com a infant de cor en la catedral de la seva vila nadiua, on aprengué les primeres lliçons de música, i, després fou deixeble a Saragossa del mestre Fajer, assolint més tard per oposició la plaça de tenor de la catedral de Pamplona, de la qual també en va ser organista.
Deixà nombrosos Motets, Goigs, Salves i Letanies, notables per la seva inspiració i senzillesa.